# Células somatótropas
Las células somatotropas, somatotrofas también llamadas células GH, son un tipo de células que se encuentran en la parte anterior de la hipófisis, también conocida como adenohipófisis.  Su función principal es producir, almacenar y liberar la hormona del crecimiento (GH), también llamada somatotrofina.  Esta hormona es esencial para el crecimiento y desarrollo normales del cuerpo.

## Características
Las células somatotropas son muy abundantes en la adenohipófisis, representando entre el 30% y el 50% del total de sus células.

### Microarquitectura
Cuando se observan al microscopio óptico, las células somatotropas se pueden identificar por la forma en que se tiñen con los colorantes histológicos. Debido a su afinidad por los colorantes ácidos, se clasifican como células acidófilas.
Con la tinción H&E, el citoplasma de estas células se ve de un color rojo intenso debido a la eosina, que es un colorante ácido.
Al igual que las demás células de la hipófisis, las células somatotropas se organizan en grupos alrededor de los capilares fenestrados (pequeños vasos sanguíneos con poros) que se encuentran en la adenohipófisis (o pars distalis).
En cuanto a su forma, son células ovaladas con un núcleo ubicado en el centro. Presentan un aparato de Golgi (la estructura celular encargada de procesar y empaquetar proteínas) muy desarrollado y gránulos densos en su citoplasma que se tiñen con eosina.

### Ultraestructura
Observadas con un microscopio electrónico, las células somatotropas muestran un núcleo central, una gran cantidad de retículo endoplasmático rugoso (una estructura celular donde se sintetizan proteínas) y gránulos secretores electrodensos (oscuros) que miden alrededor de 400 nanómetros (nm) (millonésimas de milímetro).

## Función
Las células somatótropas de la adenohipófisis son responsables de la producción, almacenamiento y secreción de la hormona del crecimiento (también conocida como somatotropina y en forma resumida como GH).
La producción y liberación de la hormona del crecimiento (GH) en estas células es controlada principalmente por varios factores:
- *Hormona liberadora de hormona de crecimiento (GHRH):  Esta hormona, también llamada somatoliberina, es producida por el hipotálamo (una región del cerebro) y estimula la liberación de GH.
- *Ghrelina: Esta hormona es producida por células del estómago y también estimula la liberación de GH.
- *Somatostatina: Producida por el hipotálamo, inhibe la liberación de GH[4]

El gen GH, que contiene las instrucciones para fabricar la hormona del crecimiento, solo se activa (expresa) en la hipófisis.  Esta activación depende de una proteína llamada Pit-1 (factor de transcripción específico de la hipófisis, POU1-F1). Pit-1 es esencial para que el gen GH funcione correctamente.  Si Pit-1 no funciona bien, la hormona del crecimiento no se produce, lo que causa enanismo en los mamíferos.

## Receptor de hormona liberadora GHRH

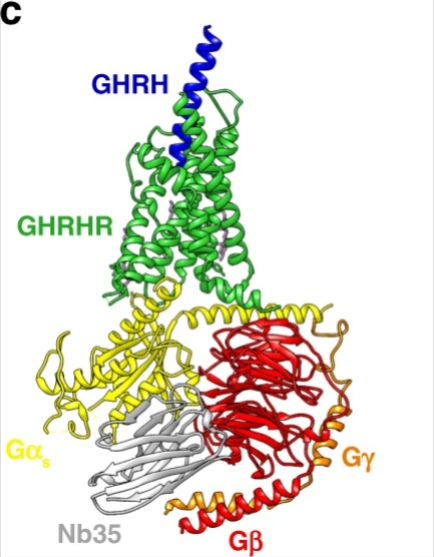
Complejo GHRH-GHRH-R-Gproteína. Estructura secundaria.
GHRH-R = Receptor (en verde).
GHRH= Hormona liberadora (en azul).

En la membrana plasmática de estas células somatotropas, se encuentra el receptor específico GHRH-R que captura la hormona estimulante GHRH, secretada desde el hipotálamo.
 El receptor GHRH-R, está asociado a una proteína G, la cual activa una cascada de señalización dentro de la célula somatotropa, que determina la producción de la hormona de crecimiento.

Este receptor GHRH-R acoplado a proteína G, pertenece al grupo GPCR que son actores clave en la homeostasis hormonal. GHRH-R es un GPCR de clase B, unido a una proteína G heterotrimérica. GHRH-R consta de un dominio extracelular (ECD) y un dominio de siete hélices transmembrana (7-TMD).